# Johannes Steen

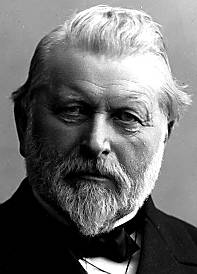
Johannes Steen

Johannes Vilhelm Christian Steen (* 22. Juli 1827 in Christiania; † 1. April 1906 in Voss (Norwegen)) war ein norwegischer Politiker der liberalen Partei Venstre.
Steen wurde 1859 Mitglied des norwegischen Parlaments Storting, amtierte als Odelstingspräsident von 1871 bis 1873 und von 1877 bis 1881 sowie als Parlamentspräsident 1881 bis 1888 und von 1895 bis 1898. Er war nach der Parlamentswahl 1891 von 1891 bis 1893 Ministerpräsident Norwegens von und erneut von 1898 bis 1902.
1884 war er Mitbegründer der Frauenrechtsorganisation Norsk Kvinnesaksforening.
Von 1901 bis zu seinem Tod gehörte Steen dem norwegischen Nobelkomitee an. Er war Träger des Sankt-Olav-Ordens (Großkreuz).